# القوة الجوية الكويتية

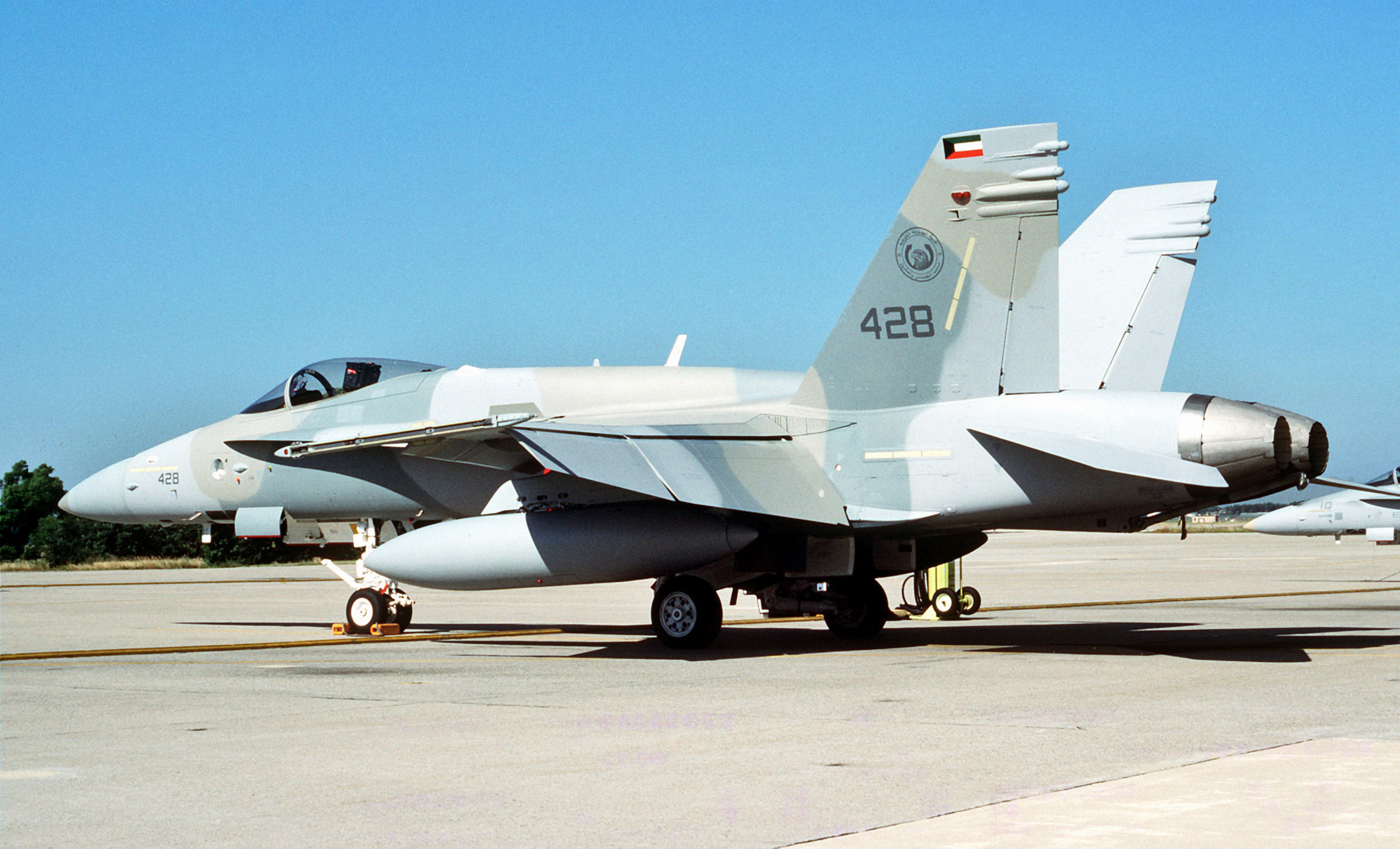
طائرة إف/إيه-18 هورنت كويتية.

القوة الجوية الكويتية هي الذراع الجوي للقوات المسلحة الكويتية يقدر عدد أفراد القوة الجوية بـ 2,500 فرد تتوزع القوة على 3 قواعد عسكرية في البلاد (قاعدة علي السالم الجوية وقاعدة أحمد الجابر الجوية وقاعدة عبد الله المبارك الجوية). في الوقت الحالي تشمل القوة الأساسية لسلاح الجو الكويتي طائرات الأف-18 وطائرات الغازيل والأباتشي العمودية ومنظومة باتريوت الدفاعية.

## النشأة والتاريخ

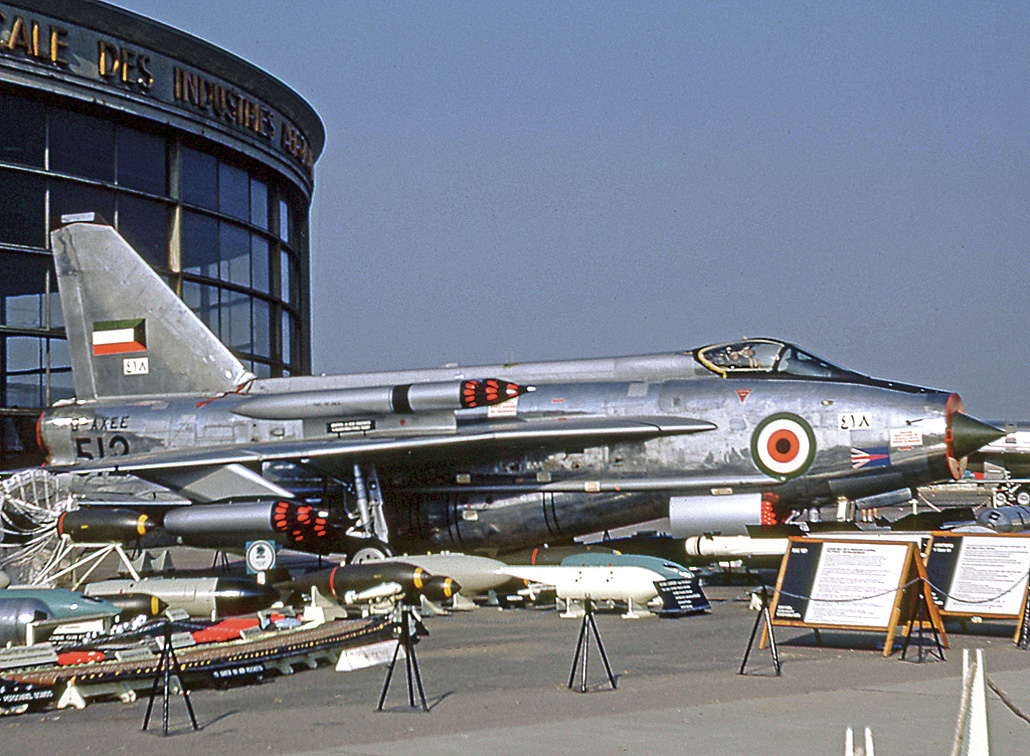
إلكترونيك لايتنغ تابعة للقوات الجوية الكويتية في ذلك الوقت.

تأسست القوة عام 1953م بعد تأسيس نادي الطيران الذي حوى طائرات أوستر بريطانية للتدريب ثم تلى ذلك تخريج أول طيارين كويتيين في عام 1954م على طائرات الأوستر ثم بعثوا إلى المملكة المتحدة لإكمال تدريبهم، في 1962م تعاقدت القوة الجوية على شراء طائرات الجت بروفوست النفاثة كطائرة تدريب قادرة على القتال كما افتتحت مدرسة الطيران في القوة الجوية في 1963م.
وُسِّعت القوات الجوية الكويتية بالتزامن مع مسار التدخل البريطاني خلال عملية فانتاج التي ردعت العراق عن ضم الكويت كإحدى ولاياته. وكانت أولى الطائرات التي دخلت الخدمة أربع طائرات هليكوبتر من طراز ويرلويند وست طائرات باك جت بروفوست. واستمر هذا الدعم البريطاني لفترة طويلة، وشهد عام 1964م وصول أولى طائرات هوكر هنتر المقاتلة. وصلت طائرتا نقل من طراز دي هافيلاند كندا دي إتش سي-4 كاريبو في عام 1963م. وتم تحسين سِعة النقل لاحقًا من خلال الاستحواذ على طائرة آرمسترونغ ويتوورث إيه دبليو.660 أرغوسي التي كانت تابعة لسلاح الجو الملكي البريطاني في عام 1969م، وفي وقت لاحق، في عام 1971م، من خلال طائرتي لوكهيد إل-100 هيركوليز. في غضون ذلك، حظيت القوة المقاتلة بدفعة قوية بفضل شراء 14 طائرة إنجلش إليكتريك لايتنينج الاعتراضية، والتي سُلّمت في أواخر الستينيات. كما سُلّمت 12 طائرة باك سترايك ماستر في عام 1969م.
خلال حرب أكتوبر عام 1973م أرسلت الكويت سرب الهوكر هانتر إلى مصر وقد وصل السرب في أخر أيام الحرب وبقي في مصر حتى منتصف 1974م.
بين عامي 1968 و1977م، شُغّلت طائرتان من طراز بيل 206 في خدمة القوات الجوية الكويتية، وبدءًا من نوفمبر 1969م، تم تسليم ثماني طائرات أوغوستا بيل 205، لتحل محل طائرات ويرلويند القديمة. بعد خمس سنوات فقط من تسليم طائرات لايتنينج، قررت القوات الجوية الكويتية حاجتها إلى طائرة ذات أداء أفضل؛ إذ كانت تستخدم طائرات هانتر وسترايك ماسترز في مهام الاعتراض والهجوم الأرضي، بدلًا من لايتنينج. أخيرًا في عام 1974م، تم اختيار ميراج إف1 كمقاتلة دفاع جوي جديدة وتم طلب ما مجموعه 27 طائرة ميراج أف 1 سي كي وسبع طائرات ميراج أف 1 بي كي وتم تسليمها في دفعتين منفصلتين حتى عام 1983م. تم إستخدام 36 طائرة إيه-4 سكاي هوك والتي تم طلبها في عام 1974م لدور الضربات الأرضية وتم تسليمها خلال عام 1977م. بالإضافة إلى ذلك، تم تسليم 24 طائرة إيروسباسيال غازيل عمودية خلال منتصف السبعينيات وتم نقل 4 منها لاحقًا إلى جناح الشرطة الجوي. تم تسليم أربع طائرات نقل من طراز لوكهيد إل-100 هيركوليز في عام 1983م، لتحل محل الإصدار الأقصر أل-100-20 الذي لم ينج منه سوى واحدة (تحطمت الأخرى في فرنسا). وفي عام 1983م أيضًا، تم طلب اثنتي عشرة طائرة بي أيه إي هوك لسد الفجوة التي كانت لدى القوات الجوية في القدرة التدريبية. لم تُسلَّم طائرة التدريب المقاتلة الرائدة، شورتس توكانو تي.52، إلا في عام 1995م. وكان من المقرر تسليمها في عام 1990م، ولكن بسبب اندلاع حرب الخليج، أُجِّل تسليمها.
سمح تأخر الهجمات الجوية العراقية للطائرات الكويتية بالإقلاع. هاجمت طائرات ايه-4 الكويتية فرق الحرس الجمهوري التي كانت لا تزال تتقدم نحو مدينة الكويت.
أدى الهجوم العراقي الأولي على قاعدة الجابر إلى إغلاق المدرجات بسبب وجود ألغام نُشرت جواً. هبطت طائرات ميراج أف-1 وايه-4 العائدة وتمت صيانتها على طريق سياج القاعدة الجوية، ولم تتوقف الطلعات الهجومية إلا عندما أصبحت القوات العراقية بجوار القاعدة مباشرة.
قصفت قوات التحالف القاعدتين الجويتين الكويتيتين بكثافة، مما أدى إلى تدمير معظم المرافق وتدمير ما يقرب من جميع ملاجئ الطائرات الخمسين المُحصنة. أحدثت قنابل التحالف العنقودية حفراً في ممرات الطائرات، وقام العراقيون بتدمير المدرجات كل 200 قدم لجعلها غير صالحة للاستخدام.
قاعدة أحمد الجابر الجوية أثناء الغزو العراقي
خلال الغزو العراقي عام 1990، أُجبرت طائرات ميراج أف-1 وايه-4 سكاي هوك الكويتية على الهبوط على الطرق بعد تدمير المدرّجات. تعرضت القاعدة لهجمات جوية، لكن بعدها استُعيدت وتعاونت لاحقًا مع قوات التحالف لشنّ عمليات ضد العراق من قواعد داخلية وخارجية

### ما بعد حرب الخليج
في فترة ما بعد الحرب مباشرةً، بلغ عدد أفراد القوات الجوية 1,000 فرد، بـ 34 طائرة مقاتلة و12 مروحية مسلحة. وفي غضون عامين، بلغ عدد أفراد القوات حوالي 2,500 فرد، بها 74 طائرة مقاتلة، بما في ذلك طائرات إيه-4 سكاي هوك، وإف/إيه-18 هورنت، و20 مروحية مسلحة. وقد احتجز العراق أربع بطاريات من صواريخ ااي-هوك متوسطة المدى ومعظم أسطول طائرات النقل.
بعد حرب الخليج، خضعت القوات المسلحة الكويتية لإعادة تنظيم، ونَمت كمًّا ونوعًا:
- سرعان ما تم الاستغناء تدريجيًا عن طائرات دوغلاس ايه-4 سكاي هوك وداسو ميراج أف1 لصالح طائرات إف/إيه-18 هورنت. انضمت أربعون طائرة هورنت، و32 طائرة أف/ايه-18 سي، و8 طائرات أف/ايه-18 سي، التي طُلبت قبل الغزو العراقي، إلى السربين التاسع والخامس والعشرين من قاعدة أحمد الجابر الجوية.
- تم تسليم أول ست طائرات عمودية هجومية من أصل ست عشرة من طراز إيه إتش-64 أباتشي لونغبو إلى القوات الجوية الكويتية في 3 فبراير 2006م. وتم تسليم الطائرات العشر المتبقية بعد ذلك. جميع الطائرات المروحية مُجهزة مسبقًا لحمل مجموعات رادار أيه ان/ ايه بي جي-78 لونغبو.
- تم شراء ست وِحدات لإطلاق صواريخ باتريوت المضادة للصواريخ الباليستية، وست بطاريات من صواريخ هوك سام.
- شاركت القوات الجوية في تدريبات مشتركة مكثفة مع الحلفاء.

### برامج طائرات الناقلات والشحن
حصلت شركة لوكهيد مارتن على عقد بقيمة 245 مليون دولار من الحكومة الأمريكية لبيع 3 طائرات تموين الوقود جوية من طراز كي سي-130جي إلى الكويت مع خيار شراء 3 طائرات أخرى. ستدير البحرية الأمريكية البرنامج. ستوفر طائرات كي سي-130جي الجديدة التابعة للقوات الجوية الكويتية خدمة التزود بالوقود جوًا لأسطولها من طائرات اف/ايه-18 وتعزز أسطولها الجوي الحالي المكون من ثلاث طائرات لوكهيد مارتن أل-100. كما ستؤدي طائرات كي سي-130جي الكويتية مهام النقل الجوي والإغاثة من الكوارث والمهام الإنسانية في جميع أنحاء العالم. كان من المقرر أن يتم تسليم أول طائرة كي سي-130جي للكويت في أواخر عام 2013م، وتم أكتمال عمليات التسليم في أوائل عام 2014م. في سبتمبر 2010م، طلبت الكويت شراء طائرة بوينج سي-17 واحدة، وتبع ذلك بعد فترة وجيزة طلب شراء طائرة أخرى.

### برنامج الدفاع الجوي
وافقت الولايات المتحدة على بيع صواريخ (بي ايه سي) لنظام باتريوت و20 منصة إطلاق وأربعة أنظمة رادار ومحطات تحكم، ومعدات تدريب الأفراد، وقطع غيار للكويت، في صفقة تُقدر قيمتها بـ 4.2 مليار دولار. ومنحت وزارة الدفاع الأمريكية شركة رايثيون عقد مبيعات عسكرية أجنبية بقيمة 655.4 مليون دولار، وهو عقد ثابت السعر، من مصدر واحد، لتزويد الجيش الكويتي ببطريتي إطلاق باتريوت، بالإضافة إلى قطع الغيار اللازمة. ومن المتوقع تسليم الوحدات بحلول 30 أبريل 2018م. وفي 23 يونيو 2016م، مُنحت رايثيون عقدًا ثابت السعر بقيمة 523 مليون دولار لتحديث ست وحدات إطلاق باتريوت في الكويت، وفقًا لما ذكره المتحدث باسم وزارة الدفاع.

### برامج النقل والمروحيات الهجومية
اشترت الكويت 16 مروحية هجومية من طراز إيه إتش-64دي أباتشي لونغبو، و30 مروحية نقل من طراز إي سي725 كاراكال، 24 منها للقوات الجوية و6 للحرس الوطني. وجاء هذا الشراء في ظل مخاوف من هجمات إرهابية أو خارجية محتملة. وسيُستخدم أسطول طائرات إي سي 725 كاراكال في عمليات البحث والإنقاذ القتالية، والعمليات البحرية، والإخلاء الطبي، والنقل العسكري، وسيُشغله سلاح الجو الكويتي والحرس الوطني.
التدريبات العسكرية المشتركة والتعاون الدولي
تشارك القوات الجوية الكويتية بشكل دوري في تدريبات عسكرية مشتركة مع حلفاء دوليين مثل تمرين "ريد فلاج" في الولايات المتحدة، والذي يعكس اهتمامها بتعزيز قدرات الطيارين على التعامل مع سيناريوهات قتال متقدمة. كما تسعى حاليًا إلى تحديث أسطولها من خلال دراسة إدخال مقاتلات الجيل الخامس مثل أف-35، إلى جانب دمج أنظمة طائرات مسيّرة لتعزيز قدرة المراقبة والاستطلاع.

### مقاتلات قتالية جديدة
في 12 سبتمبر 2015م، كشف اتحاد يوروفايتر عن اختيار الكويت لطائرة يوروفايتر تايفون لتحديث أسطولها بـ 28 طائرة مقاتلة جديدة. وفي سبتمبر 2016م، أُعلن أيضًا عن عرض بيع ما يصل إلى 40 طائرة بوينغ إف/إيه-18 إي/إف سوبر هورنت على الكونجرس الأمريكي للموافقة عليها. وفي نوفمبر 2016م، وُقّعت صفقة لشراء 40 طائرة بقيمة 10.1 مليار دولار أمريكي. ويبدو أن هناك طلبًا مغلقًا لشراء 28 طائرة بوينغ إف/إيه-18 إي/إف سوبر هورنت للكويت، مع إمكانية إضافة ما يصل إلى 18 طائرة أخرى.

### أسطول جديد من طائرات الاستخبارات والمراقبة والاستطلاع
في 21 فبراير 2018م، وافقت وزارة الخارجية الأمريكية على بيع محتمل للكويت أربع طائرات من طراز كينغ إير اي آر 350 للاستخبارات والمراقبة والاستطلاع، وهو ما يمثل أولوية للقوات الجوية الكويتية لإنشاء أول أسطول جوي مُخصص للاستخبارات والمراقبة والاستطلاع في جهود التوسع والتحديث.

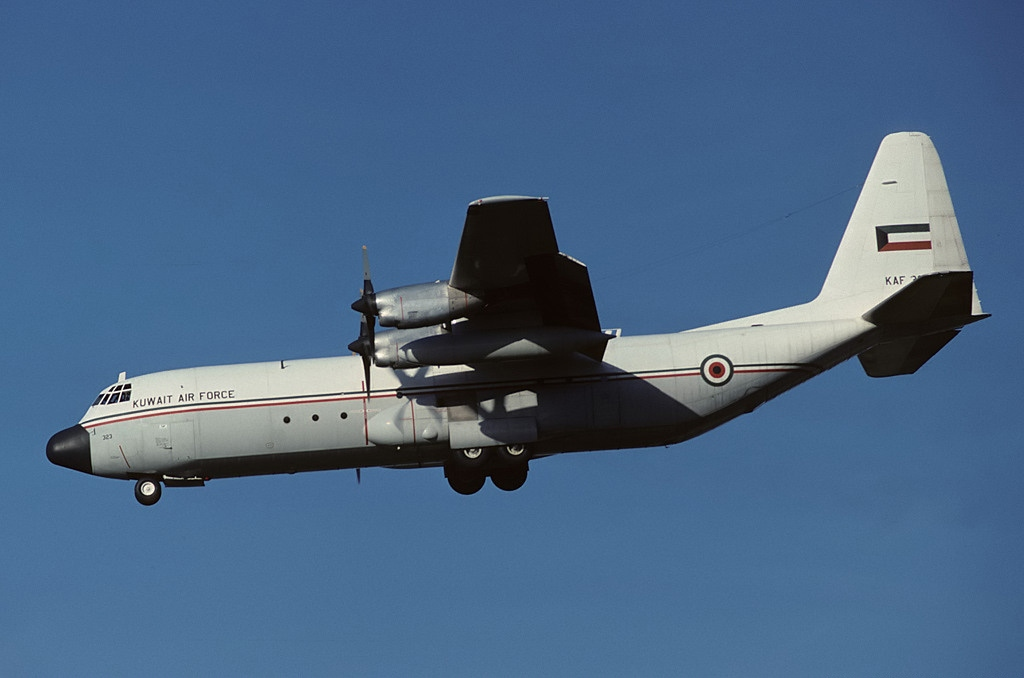
طائرة نقل لوكهيد هيركوليس تابعة للقوات الجوية الكويتية عام 1999م.

## الهيكل
- قاعدة عبد الله المبارك الجوية (المقر الرئيسي)[7]
  - الفرقة 41: طائرات شحن من نوع لوكهيد إل-100 هيركوليز
- قاعدة علي السالم الجوية
  - مدرسة الطيران
    - الفرقة 12: طائررات تدريب من نوع بي أيه إي هوك أم كي.64
    - الفرقة 19: طائرات تدريب من نوع شورت توكانو أم كي.52
    - الفرقة 88: مروحيات دعم جوي وتدريب من نوع إيروسباسيال غازيل

  - جناح البحث والإنقاذ
    - الفرقة 62: طائرات متعددة المهام من نوع ايروسباسيال أس إيه 330 بوما
    - الفرقة 32: مروحيات بحث وأنقاذ من نوع يوروكوبتر إيه أس 332 سوبر بوما

  - الفرقة 33: مروحيات دعم جوي وتدريب من نوع إيروسباسيال غازيل
  - الفرقة 17: مروحيات هجومية من نوع إيه إتش-64 أباتشي
  - الفرقة 20 «فرسان الظلام»: مروحيات هجومية من نوع إيه إتش-64 أباتشي
- قاعدة أحمد الجابر الجوية
  - الفرقة 9: طائرات مقاتلة من نوع إف/إيه-18 النسخة سي/دي
  - الفرقة 25: طائرات مقاتلة من نوع إف/إيه-18 النسخة سي/دي
- لواء الدفاع الجوي

## المهام والواجبات
تضطلع القوة الجوية الكويتية بعدد من المهام الاستراتيجية والتكتيكية، أبرزها: الدفاع عن الأجواء الكويتية وحماية السيادة الوطنية، ومساندة القوات البرية والبحرية خلال العمليات العسكرية. كما تشارك القوة الجوية في مهام البحث والإنقاذ القتالي، والإخلاء الطبي الجوي، ونقل الشخصيات المهمة، إضافة إلى مهام الإغاثة الإنسانية داخل وخارج الكويت. وتعد عمليات الاستطلاع والمراقبة الجوية من الأدوار المتنامية في السنوات الأخيرة، مع إدخال طائرات متخصصة في هذا المجال.
كذلك تعتبر القوة الجوية ركيزة أساسية في منظومة الدفاع الجوي الإقليمي لدول مجلس التعاون الخليجي، حيث تساهم بشكل مستمر في عمليات المراقبة الجوية المشتركة، وتشارك في منظومات الإنذار المبكر والمراقبة بعيدة المدى، في إطار الدفاع الخليجي المشترك.
دور القوة الجوية في عمليات الإغاثة والطوارئ
لعبت القوة الجوية دورًا محوريًا في دعم جهود الدولة خلال الأزمات غير العسكرية والطوارئ. ففي أثناء جائحة كورونا عام 2020، نظمت جسرًا جويًا لنقل المعدات الطبية والأطقم الصحية من الخارج، وسجل طياروها ساعات تحليق قياسية تجاوزت 41 ساعة متواصلة في بعض الرحلات. كما أسهمت في إنشاء مراكز طبية مؤقتة في قاعدة عبد الله المبارك لفحص وإجلاء المواطنين العائدين من الخارج ضمن خطة الإجلاء الحكومية.
الاعتراف الرسمي بالدور الوطني
أكد نائب رئيس الأركان العامة الكويتي، اللواء صباح جابر الأحمد الصباح، أهمية القوة الجوية في حفظ أمن البلاد واستقرارها، مشيدًا بكفاءة منتسبيها خلال زيارة تفقدية لقاعدة عبد الله المبارك الجوية عام 2025، حيث اطلّع على الجاهزية التشغيلية والاحتياجات الفنية للوحدات الجوية.

## التسليح

### الطائرات

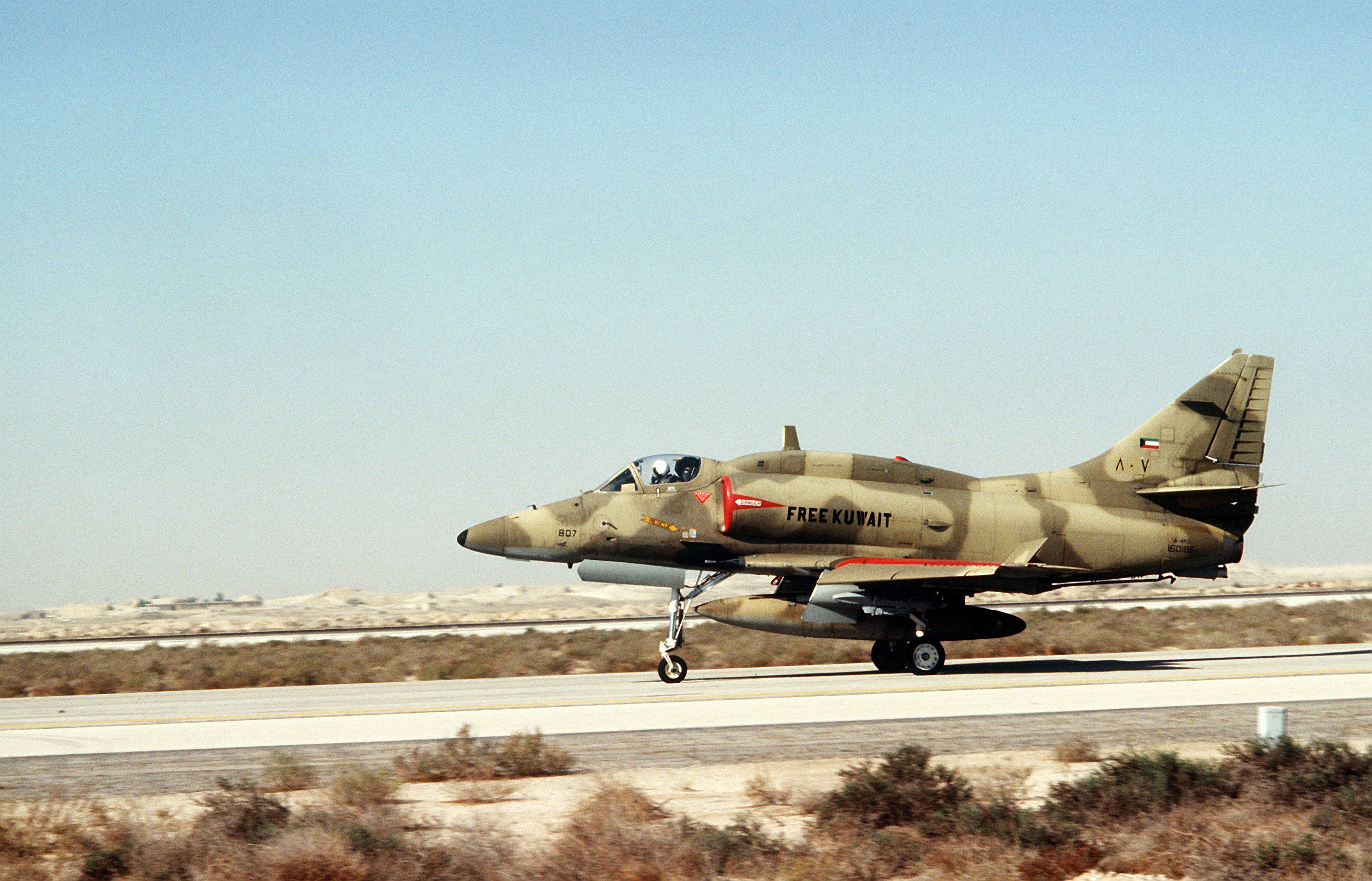
طائرة إيه-4 سكاي هوك.

| الطائرة                     | بلد المنشأ       | النوع                   | الإصدار | في الخدمة | ملاحظات                                              |       |
| طائرة                       | طائرة            | طائرة                   | طائرة   | طائرة     | طائرة                                                | طائرة |
| --------------------------- | ---------------- | ----------------------- | ------- | --------- | ---------------------------------------------------- | ----- |
| إف/إيه-18                   | الولايات المتحدة | مقاتلة متعددة المهام    | C\D     | 35        | سُلمت أول دفعة في 1992                                |       |
| يوروفايتر تايفون            | الاتحاد الأوروبي | مقاتلة متعددة المهام    | ترانش3  | 28        |                                                      |       |
| بي أيه إي هوك               | المملكة المتحدة  | تدريب متقدمة            | Mk.64   | 10        | تم تسليمها بين 1985-86                               |       |
| شورت توكانو                 | المملكة المتحدة  | تدريب أساسي             | Mk.52   | 16        |                                                      |       |
| لوكهيد إل-100 هيركوليز      | الولايات المتحدة | نقل                     | L100-30 | 3         |                                                      |       |
| سي-130 جيه سوبر هركيوليس    | الولايات المتحدة | طائرات تزود بالوقود جواً | KC-130J | 1/3       | تدخل الخدمة في عام 2013                              |       |
| بوينغ سي-17 غلوب ماستر 3    | الولايات المتحدة | نقل                     | C-17A   | 0/1       | طلبت في سبتمبر 2010 تم طلب طائرة أخرى في سبتمبر 2013 |       |
| مروحية                      |                  |                         |         |           |                                                      |       |
| إيه إتش-64 أباتشي           | الولايات المتحدة | مروحية هجومية           | -       | 16        | سُلمت أول دفعة في 2007                                |       |
| إيروسباسيال غازيل           | فرنسا            | مروحية دعم جوي + تدريب  | SA-342K | 13        | في الخدمة منذ 1981                                   |       |
| يوروكوبتر سوبر بيوما        | فرنسا            | مروحية بحث وأنقاذ       | AS-332M | 4         |                                                      |       |
| ايروسباسيال أس إيه 330 بوما | فرنسا            | متعددة الاداور          | SA-330H | 5         |                                                      |       |
| سيكورسكي إس-92              | الولايات المتحدة | نقل شخصيات هامة         | S92A    | 2         | سُلمت ما بين 2007-08                                  |       |
| يوروكوبتر إي سي 145         | ألمانيا          | متعددة الاداور          | T1      | 2         | تستخدم من قبل وزارة الداخلية                         |       |
| يوروكوبتر إيه إس365 دوفين   | فرنسا            | متعددة الاداور          | N3      | 2         | تستخدم من قبل وزارة الداخلية                         |       |

### نظم الدفاع الجوي[10]
| الاسم                  | بلد المنشأ       | النوع                                         | في الخدمة |
| ---------------------- | ---------------- | --------------------------------------------- | --------- |
| إم آي إم-104 باتريوت 3 | الولايات المتحدة | دفاع جوي صاروخي أرض-جو                        | 2         |
| إم آي إم-104 باتريوت 2 | الولايات المتحدة | دفاع جوي صاروخي أرض-جو                        | 3         |
| إم آي إم-23 هوك        | الولايات المتحدة | دفاع جوي صاروخي أرض-جو                        | 6         |
| منظومة أمون            | إيطاليا          | دفاع جوي صاروخي أرض-جو ومدفعية مضادة للطائرات | 12        |
| صواريخ ستارباست        | المملكة المتحدة  | دفاع جوي صاروخي أرض-جو                        | 48        |

## وصلات خارجية
- موقع الجيش الكويتي